# Circuito Montañés 2008
La edición de 2008 fue la número 33 en la historia del Circuito Montañés.

## Etapas
| Etapa | Fecha       | Recorrido                    | km       | Ganador            | Líder              |
| 1ª    | 11 de junio | Santander-El Astillero       | 155      | Lars Boom          | Lars Boom          |
| 2ª    | 12 de junio | San Felices de Buelna-Laredo | 167      | Gabriel Hernández  | Sergio de Lis      |
| 3ª    | 13 de junio | Santoña-Maliaño              | 174,4    | Michel Kreder      | Sergio de Lis      |
| 4ª    | 14 de junio | Solares-Fuente del Chivo     | 156      | Roman Klimov       | Roman Klimov       |
| 5ªa   | 12 de junio | Polanco-Torrelavega          | 112,6    | Ángel Madrazo      | Roman Klimov       |
| 5ªb   | 12 de junio | Renedo-Renedo                | 14 (CRI) | Lars Boom          | Roman Klimov       |
| 6ª    | 12 de junio | Torrelavega-Santo Toribio    | 147,1    | Alekséi Shchebelin | Alekséi Shchebelin |
| 7ª    | 12 de junio | Potes-Santander              | 152,0    | Lars Boom          | Alekséi Shchebelin |

## Clasificación general

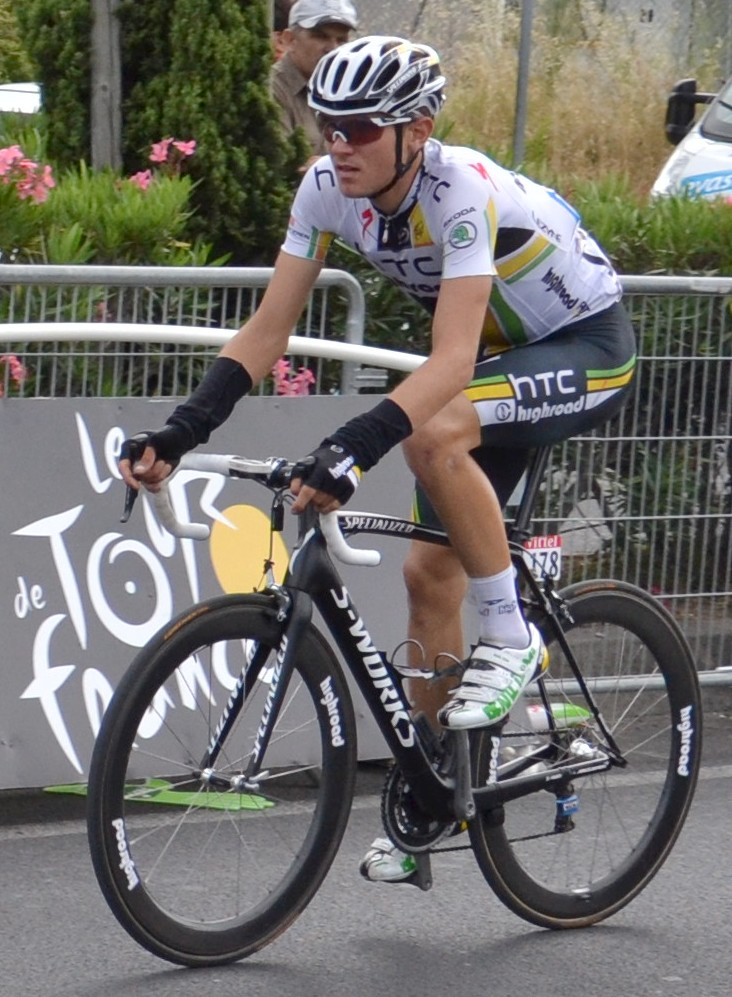
Tejay van Garderen, segundo clasificado del Circuito Montañés 2008.

| \| 1. \| Alexei Shchebelin \| Rusia \| Cinelli-OPD \| 27h 20' 33" \| \| 2. \| Tejay van Garderen \| Estados Unidos \| Rabobank Continental \| + 49" \| \| 3. \| Roman Klimov \| Rusia \| Katusha \| + 1' 15" \| \| 4. \| Ricardo van der Velde \| Países Bajos \| Rabobank Continental \| + 1'53" \| \| 5. \| José Rafael Martínez \| España \| Diputación de León-Deyser \| + 2' 03" \| \| 6. \| Iván Parra \| Colombia \| Colombia es Pasión-Coldeportes \| + 3' 15" \| \| 7. \| Sergio Pardilla \| España \| Burgos Monumental \| + 3' 24" \| \| 8. \| Ángel Madrazo \| España \| Saunier Duval \| + 3'55" \| \| 9. \| Michel Kreder \| Países Bajos \| Rabobank Continental \| + 4' 11" \| \| 10. \| Raúl García de Mateos \| España \| Supermercados Froiz \| + 4' 28" \| \| 140 participantes, 96 clasificados \| \| \| \| \| |                       |                |                                |             |
| 1. | Alexei Shchebelin     | Rusia          | Cinelli-OPD                    | 27h 20' 33" |
| 2. | Tejay van Garderen    | Estados Unidos | Rabobank Continental           | + 49"       |
| 3. | Roman Klimov          | Rusia          | Katusha                        | + 1' 15"    |
| 4. | Ricardo van der Velde | Países Bajos   | Rabobank Continental           | + 1'53"     |
| 5. | José Rafael Martínez  | España         | Diputación de León-Deyser      | + 2' 03"    |
| 6. | Iván Parra            | Colombia       | Colombia es Pasión-Coldeportes | + 3' 15"    |
| 7. | Sergio Pardilla       | España         | Burgos Monumental              | + 3' 24"    |
| 8. | Ángel Madrazo         | España         | Saunier Duval                  | + 3'55"     |
| 9. | Michel Kreder         | Países Bajos   | Rabobank Continental           | + 4' 11"    |
| 10. | Raúl García de Mateos | España         | Supermercados Froiz            | + 4' 28"    |
| 140 participantes, 96 clasificados |                       |                |                                |             |

## Evolución de las clasificaciones
| Etapa (Ganador)            | Clasificación general | Clasificación de la regularidad | Clasificación de la montaña | Clasificación de las metas volantes | Mejor sub-23       | Mejor cántabro           | Clasificación por equipos |
| -------------------------- | --------------------- | ------------------------------- | --------------------------- | ----------------------------------- | ------------------ | ------------------------ | ------------------------- |
| Etapa 1 Lars Boom          | Lars Boom             | Lars Boom                       | Fabricio Ferrari            | Tobias Erler                        | Lars Boom          | David Gutiérrez Palacios | Rabobank                  |
| Etapa 2 Gabriel Hernández  | Sergio de Lis         | Lars Boom                       | Edwin Parra                 | Gabriel Hernández                   | Sergio de Lis      | Ángel Madrazo            | Orbea-Oreka SDA           |
| Etapa 3 Michel Kreder      | Sergio de Lis         | Lars Boom                       | Fabricio Ferrari            | Tobias Erler                        | Sergio de Lis      | Ángel Madrazo            | Orbea-Oreka SDA           |
| Etapa 4 Roman Klimov       | Roman Klimov          | Lars Boom                       | Fabricio Ferrari            | Tobias Erler                        | Sergio de Lis      | Ángel Madrazo            | Orbea-Oreka SDA           |
| Etapa 5A Ángel Madrazo     | Roman Klimov          | Lars Boom                       | Fabricio Ferrari            | Tobias Erler                        | Rafael Valls       | Ángel Madrazo            | Orbea-Oreka SDA           |
| Etapa 5B (CRI) Lars Boom   | Roman Klimov          | Lars Boom                       | Fabricio Ferrari            | Tobias Erler                        | Tejay van Garderen | Ángel Madrazo            | Rabobank                  |
| Etapa 6 Alekséi Shchebelin | Alekséi Shchebelin    | Lars Boom                       | Alekséi Shchebelin          | Tobias Erler                        | Tejay van Garderen | Ángel Madrazo            | Rabobank                  |
| Etapa 7 Lars Boom          | Alekséi Shchebelin    | Lars Boom                       | Alekséi Shchebelin          | Tobias Erler                        | Tejay van Garderen | Ángel Madrazo            | Rabobank                  |

- Datos: Q5769972